# Campionato mondiale di hockey su ghiaccio maschile 2008
Il 72º Campionato mondiale di hockey su ghiaccio è stato assegnato dall'International Ice Hockey Federation alla Canada, che lo ha ospitato ad Halifax e a Québec City nel periodo tra il 2 e il 18 maggio 2008. È la prima volta che il Canada ha ospitato la fase finale del torneo ed è inoltre la prima volta che il Campionato mondiale è ritornato in Nordamerica dopo l'edizione del 1962, svoltasi in quell'occasione nello stato del Colorado, negli Stati Uniti. La IIHF ha optato per il Canada per celebrare il proprio centenario nella nazione in cui è nato l'hockey su ghiaccio; insieme si sono svolti altri festeggiamenti per il 400º anniversario dalla fondazione di Québec City.
Il torneo è servito inoltre per determinare le nove squadre iscritte automaticamente al Torneo olimpico di hockey su ghiaccio per le XXI Giochi olimpici invernali di Vancouver, sempre in Canada, attraverso i punteggi nella Classifica mondiale IIHF al termine del torneo.
Il torneo è stato vinto dalla Russia, la quale ha conquistato il suo secondo titolo a distanza di quindici anni dall'ultimo sconfiggendo in finale i padroni di casa nonché campioni uscenti del Canada per 5-4 all'overtime. La Finlandia invece sconfiggendo la Svezia per 4-0 ha ottenuto la medaglia di bronzo.

## Variazioni al formato
- Per la prima volta si gioca un Campionato mondiale su piste dal formato NHL, più strette rispetto a quelle europee (circa 61 m x 26 m contro 61 m x 30 m);
- I quarti di finale si disputano fra le squadre che hanno già giocato fra di loro i gironi della seconda fase, E ed F, in modo da evitare i lunghi trasferimenti fra le sedi di gioco, distanti fra loro circa 640 km;
- Il girone per non retrocedere, disputato tra le ultime classificate dei gironi della prima fase, si disputa attraverso due serie di scontri diretti al posto del girone all'italiana, e le squadre perdenti vengono retrocesse in Prima Divisione.

## Stadi
- L'Halifax Metro Centre di Halifax è un centro polifunzionale che ospita le gare interne degli Halifax Mooseheads di hockey e degli Halifax Rainmen di pallacanestro, oltre a numerosi concerti musicali. Durante gli incontri di hockey ha una capienza di 10.595 posti.
- Il Colisée Pepsi di Québec City è sede delle gare interne dei Quebec Remparts di hockey e ha ospitato fra l'altro le semifinali e la finale. Fondato nel 1949 ha una capienza massima di 15.176 posti a sedere.

| Colisée Pepsi    | Halifax Metro Centre |
| Capienza: 13.400 | Capienza: 10.595     |
|                  |                      |

## Partecipanti
Al torneo prendono parte 16 squadre:
| 14 dall'Europa    | Bielorussia | Danimarca   | Finlandia  | Francia (Promossa dalla I divisione)  |
| 14 dall'Europa    | Germania    | Italia      | Lettonia   | Norvegia                              |
| 14 dall'Europa    | Rep. Ceca   | Russia      | Slovacchia | Slovenia (Promossa dalla I divisione) |
| 14 dall'Europa    | Svezia      | Svizzera    |            |                                       |
| 2 dal Nordamerica | Canada      | Stati Uniti |            |                                       |

## Raggruppamenti
I gruppi del turno preliminare sono stati stabiliti in base alla Classifica mondiale IIHF stilata al termine del Campionato mondiale di hockey su ghiaccio 2007:
| Gruppo A (Québec City) | Gruppo B (Halifax) | Gruppo C (Halifax) | Gruppo D (Québec City) |
| Svezia (1)             | Canada (2)         | Finlandia (3)      | Rep. Ceca (4)          |
| Svizzera (8)           | Stati Uniti (7)    | Slovacchia (6)     | Russia (5)             |
| Bielorussia (9)        | Lettonia (10)      | Germania (11)      | Danimarca (12)         |
| Francia (19)           | Slovenia (18)      | Norvegia (14)      | Italia (13)            |

* Tra parentesi è indicata la posizione nel Ranking IIHF.

## Gironi preliminari

### Girone A
| Québec City 3 maggio 2008, ore 13:00 UTC-4 | Bielorussia | 5 – 6 (1-2; 3-2; 1-2) referto                                                    | Svezia | Colisée Pepsi (9.204 spett.) |
| Kascjučonak 18:32 Zadzjalënaŭ 22:58 Uharaŭ 23:45 Žurik 35:57 Mjaleška 41:18 Marcatori 03:59 Johansson 12:18 Bäckström 26:23 43:41 Hörnqvist 37:51 Nilsson 50:32 Wallin |             |                                                                                  |        |                              |
| |             |                                                                                  |        |                              |
| Kascjučonak 18:32 Zadzjalënaŭ 22:58 Uharaŭ 23:45 Žurik 35:57 Mjaleška 41:18                                                                                            | Marcatori   | 03:59 Johansson 12:18 Bäckström 26:23 43:41 Hörnqvist 37:51 Nilsson 50:32 Wallin |        |                              |

| Québec City 3 maggio 2008, ore 19:00 UTC-4                                        | Svizzera  | 4 – 1 (2-0; 1-1; 1-0) referto | Francia | Colisée Pepsi (9.367 spett.) |
| Wick 08:18 Sprunger 16:54 Bärtschi 23:01 Sannitz 40:31 Marcatori 39:59 Desrosiers |           |                               |         |                              |
|                                                                                   |           |                               |         |                              |
| Wick 08:18 Sprunger 16:54 Bärtschi 23:01 Sannitz 40:31                            | Marcatori | 39:59 Desrosiers              |         |                              |

| Québec City 5 maggio 2008, ore 13:00 UTC-4   | Svizzera  | 2 – 1 (1-0; 1-1; 0-0) referto | Bielorussia | Colisée Pepsi (8.016 spett.) |
| Sprunger 13:01 34:36 Marcatori 27:34 Kal'coŭ |           |                               |             |                              |
|                                              |           |                               |             |                              |
| Sprunger 13:01 34:36                         | Marcatori | 27:34 Kal'coŭ                 |             |                              |

| Québec City 5 maggio 2008, ore 19:00 UTC-4                                                                                            | Svezia    | 9 – 0 (0-0; 4-0; 5-0) referto | Francia | Colisée Pepsi (8.845 spett.) |
| Mårtensson 28:46 Hörnqvist 34:21 Weinhandl 36:16 Wallin 39:42 Bäckström 44:31 59:35 Edler 47:36 Nilsson 49:22 Jönsson 51:46 Marcatori |           |                               |         |                              |
| |           |                               |         |                              |
| Mårtensson 28:46 Hörnqvist 34:21 Weinhandl 36:16 Wallin 39:42 Bäckström 44:31 59:35 Edler 47:36 Nilsson 49:22 Jönsson 51:46           | Marcatori |                               |         |                              |

| Québec City 7 maggio 2008, ore 13:00 UTC-4                                                   | Svezia    | 2 – 4 (1-2; 0-0; 1-2) referto                           | Svizzera | Colisée Pepsi (7.939 spett.) |
| Warg 10:47 Hörnqvist 59:01 Marcatori 00:48 Paterlini 16:35 Ambühl 45:23 Monnet 59:53 Forster |           |                                                         |          |                              |
|                                                                                              |           |                                                         |          |                              |
| Warg 10:47 Hörnqvist 59:01                                                                   | Marcatori | 00:48 Paterlini 16:35 Ambühl 45:23 Monnet 59:53 Forster |          |                              |

| Québec City 7 maggio 2008, ore 19:00 UTC-4                         | Francia   | 1 – 3 (1-1; 0-1; 0-1) referto              | Bielorussia | Colisée Pepsi (8.880 spett.) |
| Coqueux 19:53 Marcatori 12:57 Kaljužny 27:48 Uharaŭ 59:15 Kascicyn |           |                                            |             |                              |
|                                                                    |           |                                            |             |                              |
| Coqueux 19:53                                                      | Marcatori | 12:57 Kaljužny 27:48 Uharaŭ 59:15 Kascicyn |             |                              |

| Pos. |             | PG | V | VOT | POT | P | GF | GS | DR  | Pt |
| 1.   | Svizzera    | 3  | 3 | 0   | 0   | 0 | 10 | 4  | +6  | 9  |
| 2.   | Svezia      | 3  | 2 | 0   | 0   | 1 | 17 | 9  | +8  | 6  |
| 3.   | Bielorussia | 3  | 1 | 0   | 0   | 2 | 9  | 9  | 0   | 3  |
| 4.   | Francia     | 3  | 0 | 0   | 0   | 3 | 2  | 16 | -14 | 0  |

### Girone B
| Halifax 2 maggio 2008, ore 16:30 UTC-3                                          | Canada    | 5 – 1 (1-0; 3-1; 1-0) referto | Slovenia | Halifax Metro Centre (7.921 spett.) |
| Hamhuis 03:45 Heatley 20:41 35:07 50:25 St. Louis 30:18 Marcatori 32:19 Kopitar |           |                               |          |                                     |
|                                                                                 |           |                               |          |                                     |
| Hamhuis 03:45 Heatley 20:41 35:07 50:25 St. Louis 30:18                         | Marcatori | 32:19 Kopitar                 |          |                                     |

| Halifax 2 maggio 2008, ore 20:15 UTC-3                         | Stati Uniti | 4 – 0 (1-0; 1-0; 2-0) referto | Lettonia | Halifax Metro Centre (7.360 spett.) |
| Brown 07:21 Kane 28:44 Parise 47:09 O'Sullivan 51:05 Marcatori |             |                               |          |                                     |
|                                                                |             |                               |          |                                     |
| Brown 07:21 Kane 28:44 Parise 47:09 O'Sullivan 51:05           | Marcatori   |                               |          |                                     |

| Halifax 4 maggio 2008, ore 16:30 UTC-3                                                        | Lettonia  | 0 – 7 (0-3; 0-4; 0-0) referto                                                       | Canada | Halifax Metro Centre (7.831 spett.) |
| Marcatori 02:35 Sharp 03:45 Green 12:15 Heatley 21:03 32:20 Nash 22:00 St. Louis 22:42 Kunitz |           |                                                                                     |        |                                     |
|                                                                                               |           |                                                                                     |        |                                     |
|                                                                                               | Marcatori | 02:35 Sharp 03:45 Green 12:15 Heatley 21:03 32:20 Nash 22:00 St. Louis 22:42 Kunitz |        |                                     |

| Halifax 4 maggio 2008, ore 20:15 UTC-3                                  | Stati Uniti | 5 – 1 (1-0; 2-1; 2-0) referto | Slovenia | Halifax Metro Centre (7.056 spett.) |
| Kane 11:12 Kessel 26:48 32:41 49:24 Booth 45:05 Marcatori 36:36 Kopitar |             |                               |          |                                     |
|                                                                         |             |                               |          |                                     |
| Kane 11:12 Kessel 26:48 32:41 49:24 Booth 45:05                         | Marcatori   | 36:36 Kopitar                 |          |                                     |

| Halifax 6 maggio 2008, ore 16:15 UTC-3                                                                                     | Canada    | 5 – 4 (2-0; 1-2; 2-2) referto                              | Stati Uniti | Halifax Metro Centre (9.192 spett.) |
| Burns 08:26 Heatley 19:49 59:13 Toews 20:18 Roy 43:29 Marcatori 20:52 Parise 23:09 O'Sullivan 45:18 Brown 46:54 Pominville |           |                                                            |             |                                     |
| |           |                                                            |             |                                     |
| Burns 08:26 Heatley 19:49 59:13 Toews 20:18 Roy 43:29                                                                      | Marcatori | 20:52 Parise 23:09 O'Sullivan 45:18 Brown 46:54 Pominville |             |                                     |

| Halifax 6 maggio 2008, ore 20:15 UTC-3        | Slovenia  | 0 – 3 (0-0; 0-2; 0-1) referto       | Lettonia | Halifax Metro Centre (7.806 spett.) |
| Marcatori 30:15 Ņiživijs 31:24 59:32 Širokovs |           |                                     |          |                                     |
|                                               |           |                                     |          |                                     |
|                                               | Marcatori | 30:15 Ņiživijs 31:24 59:32 Širokovs |          |                                     |

| Pos. |             | PG | V | VOT | POT | P | GF | GS | DR  | Pt |
| 1.   | Canada      | 3  | 3 | 0   | 0   | 0 | 17 | 5  | +12 | 9  |
| 2.   | Stati Uniti | 3  | 2 | 0   | 0   | 1 | 13 | 6  | +7  | 6  |
| 3.   | Lettonia    | 3  | 1 | 0   | 0   | 2 | 3  | 11 | -8  | 3  |
| 4.   | Slovenia    | 3  | 0 | 0   | 0   | 3 | 2  | 13 | -11 | 0  |

### Girone C
| Halifax 3 maggio 2008, ore 16:30 UTC-3                                               | Germania  | 1 – 5 (0-0; 1-2; 0-3) referto                                  | Finlandia | Halifax Metro Centre (7.658 spett.) |
| Busch 32:44 Marcatori 21:09 40:24 Koivu 27:26 O. Jokinen 42:33 Hyvönen 52:27 Selänne |           |                                                                |           |                                     |
|                                                                                      |           |                                                                |           |                                     |
| Busch 32:44                                                                          | Marcatori | 21:09 40:24 Koivu 27:26 O. Jokinen 42:33 Hyvönen 52:27 Selänne |           |                                     |

| Halifax 3 maggio 2008, ore 20:15 UTC-3                                                            | Slovacchia | 5 – 1 (1-0; 2-1; 2-0) referto | Norvegia | Halifax Metro Centre (7.096 spett.) |
| Melichárek 09:43 Kolník 20:15 Petrovický 27:44 Hossa 40:07 Podhradský 58:24 Marcatori 28:43 Olimb |            |                               |          |                                     |
|                                                                                                   |            |                               |          |                                     |
| Melichárek 09:43 Kolník 20:15 Petrovický 27:44 Hossa 40:07 Podhradský 58:24                       | Marcatori  | 28:43 Olimb                   |          |                                     |

| Halifax 5 maggio 2008, ore 16:30 UTC-3                                           | Finlandia | 3 – 2 (d.t.s.) (2-2; 0-0; 0-0) referto | Norvegia | Halifax Metro Centre (7.190 spett.) |
| J. Jokinen 01:37 Peltonen 16:14 Ruutu 61:27 Marcatori 04:26 Ask 19:51 Bastiansen |           |                                        |          |                                     |
|                                                                                  |           |                                        |          |                                     |
| J. Jokinen 01:37 Peltonen 16:14 Ruutu 61:27                                      | Marcatori | 04:26 Ask 19:51 Bastiansen             |          |                                     |

| Halifax 5 maggio 2008, ore 20:15 UTC-3                                            | Slovacchia | 2 – 4 (0-2; 1-1; 1-1) referto                | Germania | Halifax Metro Centre (7.855 spett.) |
| Čiernik 29:39 Kolník 59:56 Marcatori 06:57 Sturm 15:05 Ustorf 38:05 48:42 Hackert |            |                                              |          |                                     |
|                                                                                   |            |                                              |          |                                     |
| Čiernik 29:39 Kolník 59:56                                                        | Marcatori  | 06:57 Sturm 15:05 Ustorf 38:05 48:42 Hackert |          |                                     |

| Halifax 7 maggio 2008, ore 16:30 UTC-3                                           | Finlandia | 3 – 2 (2-2; 1-0; 0-0) referto  | Slovacchia | Halifax Metro Centre (7.262 spett.) |
| Kapanen 02:05 Ruutu 13:00 Selänne 25:17 Marcatori 13:14 Petrovický 18:21 Kováčik |           |                                |            |                                     |
|                                                                                  |           |                                |            |                                     |
| Kapanen 02:05 Ruutu 13:00 Selänne 25:17                                          | Marcatori | 13:14 Petrovický 18:21 Kováčik |            |                                     |

| Halifax 7 maggio 2008, ore 20:15 UTC-3                                            | Norvegia  | 3 – 2 (0-1; 1-1; 2-0) referto | Germania | Halifax Metro Centre (7.414 spett.) |
| Holtet 34:51 Zuccarello Aasen 47:19 Ask 55:53 Marcatori 06:37 Sturm 24:09 Gogulla |           |                               |          |                                     |
|                                                                                   |           |                               |          |                                     |
| Holtet 34:51 Zuccarello Aasen 47:19 Ask 55:53                                     | Marcatori | 06:37 Sturm 24:09 Gogulla     |          |                                     |

| Pos. |            | PG | V | VOT | POT | P | GF | GS | DR | Pt |
| 1.   | Finlandia  | 3  | 2 | 1   | 0   | 0 | 11 | 6  | +6 | 8  |
| 2.   | Norvegia   | 3  | 1 | 0   | 1   | 1 | 6  | 10 | -4 | 4  |
| 3.   | Germania   | 3  | 1 | 0   | 0   | 2 | 7  | 10 | -3 | 3  |
| 4.   | Slovacchia | 3  | 1 | 0   | 0   | 2 | 9  | 8  | +1 | 3  |

### Girone D
| Québec City 2 maggio 2008, ore 13:00 UTC-4                                                  | Danimarca | 2 – 5 (2-2; 0-2; 0-1) referto                           | Rep. Ceca | Colisée Pepsi (8.369 spett.) |
| Lassen 00:31 Hansen 18:03 Marcatori 08:00 24:35 Vrbata 13:49 Kotalík 31:31 Irgl 50:52 Hejda |           |                                                         |           |                              |
|                                                                                             |           |                                                         |           |                              |
| Lassen 00:31 Hansen 18:03                                                                   | Marcatori | 08:00 24:35 Vrbata 13:49 Kotalík 31:31 Irgl 50:52 Hejda |           |                              |

| Québec City 2 maggio 2008, ore 19:00 UTC-4                                                                          | Russia    | 7 – 1 (1-0; 5-0; 1-1) referto | Italia | Colisée Pepsi (11.074 spett.) |
| Sëmin 04:02 31:18 Ovečkin 23:39 Morozov 29:01 Tereščenko 30:12 Sušinskij 36:58 Zaripov 55:38 Marcatori 51:29 Cirone |           |                               |        |                               |
| |           |                               |        |                               |
| Sëmin 04:02 31:18 Ovečkin 23:39 Morozov 29:01 Tereščenko 30:12 Sušinskij 36:58 Zaripov 55:38                        | Marcatori | 51:29 Cirone                  |        |                               |

| Québec City 4 maggio 2008, ore 13:00 UTC-4                                                                       | Rep. Ceca | 4 – 5 (d.t.s.) (2-2; 1-1; 1-1) referto                           | Russia | Colisée Pepsi (13.109 spett.) |
| Eliáš 09:08 33:47 42:51 Kotalík 12:05 Marcatori 03:47 Zinov'ev 39:52 Gorovikov 27:44 63:10 Morozov 46:47 Korneev |           |                                                                  |        |                               |
| |           |                                                                  |        |                               |
| Eliáš 09:08 33:47 42:51 Kotalík 12:05                                                                            | Marcatori | 03:47 Zinov'ev 39:52 Gorovikov 27:44 63:10 Morozov 46:47 Korneev |        |                               |

| Québec City 4 maggio 2008, ore 19:00 UTC-4                                                                          | Italia    | 2 – 6 (0-3; 1-1; 1-2) referto                                                | Danimarca | Colisée Pepsi (6.838 spett.) |
| Cirone 37:48 Fontanive 47:09 Marcatori 03:54 Green 08:11 Staal 10:26 Hansen 23:31 Nielsen 50:32 Damgaard 56:03 Degn |           |                                                                              |           |                              |
| |           |                                                                              |           |                              |
| Cirone 37:48 Fontanive 47:09                                                                                        | Marcatori | 03:54 Green 08:11 Staal 10:26 Hansen 23:31 Nielsen 50:32 Damgaard 56:03 Degn |           |                              |

| Québec City 6 maggio 2008, ore 13:00 UTC-4                                         | Russia    | 4 – 1 (1-0; 2-0; 1-1) referto | Danimarca | Colisée Pepsi (8.609 spett.) |
| Afinogenov 10:38 Ovečkin 27:07 Fëdorov 29:45 Gorovikov 42:47 Marcatori 57:25 Staal |           |                               |           |                              |
|                                                                                    |           |                               |           |                              |
| Afinogenov 10:38 Ovečkin 27:07 Fëdorov 29:45 Gorovikov 42:47                       | Marcatori | 57:25 Staal                   |           |                              |

| Québec City 6 maggio 2008, ore 19:00 UTC-4                                                                               | Rep. Ceca | 7 – 2 (2-2; 4-0; 1-0) referto | Italia | Colisée Pepsi (7.517 spett.) |
| Erat 00:41 Vrbata 04:19 30:42 Židlický 21:29 Eliáš 37:47 Kuba 39:02 Hlinka 43:53 Marcatori 00:59 Ansoldi 03:06 Fontanive |           |                               |        |                              |
| |           |                               |        |                              |
| Erat 00:41 Vrbata 04:19 30:42 Židlický 21:29 Eliáš 37:47 Kuba 39:02 Hlinka 43:53                                         | Marcatori | 00:59 Ansoldi 03:06 Fontanive |        |                              |

| Pos. |           | PG | V | VOT | POT | P | GF | GS | DR  | Pt |
| 1.   | Russia    | 3  | 2 | 1   | 0   | 0 | 16 | 6  | +10 | 8  |
| 2.   | Rep. Ceca | 3  | 1 | 0   | 1   | 1 | 16 | 9  | +7  | 7  |
| 3.   | Danimarca | 3  | 1 | 0   | 0   | 2 | 9  | 11 | -2  | 3  |
| 4.   | Italia    | 3  | 0 | 0   | 0   | 3 | 5  | 20 | -15 | 0  |

## Seconda fase
Le prime tre squadre di ogni gruppo preliminare avanzano alla seconda fase. Le dodici squadre vengono divise successivamente in due gruppi: le squadre dai gruppi A e D confluiscono nel Gruppo E, mentre le squadre dei gruppi B e C nel Gruppo F.
Ogni squadra conserva i punti ottenuti con le altre due squadre qualificate del proprio girone. In questa fase affrontano le altre tre squadre provenienti dall'altro girone preliminare.
Le prime quattro squadre dei gruppi E ed F accedono alla fase a eliminazione diretta.

### Girone E
| Québec City 8 maggio 2008, ore 15:00 UTC-4                                                                                         | Svezia    | 8 – 1 (2-0; 2-0; 4-1) referto | Danimarca | Colisée Pepsi (7.327 spett.) |
| Jönsson 08:43 Nilson 15:33 Mårtensson 35:35 50:14 Strålman 36:44 Fabricius 40:41 Weinhandl 41:48 Wallin 43:55 Marcatori 54:32 Degn |           |                               |           |                              |
| |           |                               |           |                              |
| Jönsson 08:43 Nilson 15:33 Mårtensson 35:35 50:14 Strålman 36:44 Fabricius 40:41 Weinhandl 41:48 Wallin 43:55                      | Marcatori | 54:32 Degn                    |           |                              |

| Québec City 8 maggio 2008, ore 19:00 UTC-4                                     | Svizzera  | 0 – 5 (0-1; 0-3; 0-1) referto                                        | Rep. Ceca | Colisée Pepsi (9.603 spett.) |
| Marcatori 19:06 Erat 34:46 Kaberle 35:50 Eliáš 39:33 Fleischmann 58:10 Novotný |           |                                                                      |           |                              |
|                                                                                |           |                                                                      |           |                              |
|                                                                                | Marcatori | 19:06 Erat 34:46 Kaberle 35:50 Eliáš 39:33 Fleischmann 58:10 Novotný |           |                              |

| Québec City 1º maggio 2008, ore 20:15 UTC-4                                                                    | Russia         | 3 – 3 (d.t.s.) (0-2; 1-0; 2-1; 0-0) referto | Bielorussia | Colisée Pepsi (8.031 spett.) |
| Afinogenov 23:54 53:51 Ovečkin 27:21 Marcatori 07:27 Michalëv 11:53 Dudzik 56:12 Uharaŭ Morozov Shootout 1 – 0 |                |                                             |             |                              |
| |                |                                             |             |                              |
| Afinogenov 23:54 53:51 Ovečkin 27:21                                                                           | Marcatori      | 07:27 Michalëv 11:53 Dudzik 56:12 Uharaŭ    |             |                              |
| Morozov | Shootout 1 – 0 |                                             |             |                              |

| Québec City 10 maggio 2008, ore 12:30 UTC-4                                              | Rep. Ceca      | 2 – 2 (d.t.s.) (0-1; 1-0; 1-1; 0-0) referto | Bielorussia | Colisée Pepsi (8.504 spett.) |
| Rolinek 36:53 Kotalík 53:38 Marcatori 18:12 Čuprys 49:50 Kascicyn Kotalík Shootout 1 – 0 |                |                                             |             |                              |
|                                                                                          |                |                                             |             |                              |
| Rolinek 36:53 Kotalík 53:38                                                              | Marcatori      | 18:12 Čuprys 49:50 Kascicyn                 |             |                              |
| Kotalík                                                                                  | Shootout 1 – 0 |                                             |             |                              |

| Québec City 10 maggio 2008, ore 16:30 UTC-4                                        | Russia    | 3 – 2 (0-1; 1-1; 2-0) referto    | Svezia | Colisée Pepsi (12.665 spett.) |
| Sëmin 32:14 Fëdorov 44:57 Ovečkin 59:54 Marcatori 07:15 Weinhandl 39:10 Mårtensson |           |                                  |        |                               |
|                                                                                    |           |                                  |        |                               |
| Sëmin 32:14 Fëdorov 44:57 Ovečkin 59:54                                            | Marcatori | 07:15 Weinhandl 39:10 Mårtensson |        |                               |

| Québec City 11 maggio 2008, ore 13:00 UTC-4                                                                                            | Danimarca | 2 – 7 (0-2; 0-3; 2-2) referto                                                                       | Svizzera | Colisée Pepsi (8.338 spett.) |
| Madsen 43:04 Staal 45:26 Marcatori 02:10 Ambühl 03:42 Jeannin 20:50 Reichert 31:01 Paterlini 33:21 DiPietro 41:38 Furrer 46:20 Forster |           | |          |                              |
| |           | |          |                              |
| Madsen 43:04 Staal 45:26 | Marcatori | 02:10 Ambühl 03:42 Jeannin 20:50 Reichert 31:01 Paterlini 33:21 DiPietro 41:38 Furrer 46:20 Forster |          |                              |

| Québec City 11 maggio 2008, ore 19:00 UTC-4                                                                             | Svezia    | 5 – 3 (0-0; 2-2; 3-1) referto               | Rep. Ceca | Colisée Pepsi (7.864 spett.) |
| Strålman 26:03 Nilson 33:32 59:34 Weinhandl 41:14 Hörnqvist 55:07 Marcatori 30:06 Eliáš 38:26 Kotalík 49:41 Fleischmann |           |                                             |           |                              |
| |           |                                             |           |                              |
| Strålman 26:03 Nilson 33:32 59:34 Weinhandl 41:14 Hörnqvist 55:07                                                       | Marcatori | 30:06 Eliáš 38:26 Kotalík 49:41 Fleischmann |           |                              |

| Québec City 12 maggio 2008, ore 13:00 UTC-4                                                                       | Svizzera  | 3 – 5 (0-3; 0-1; 3-1) referto                                   | Russia | Colisée Pepsi (8.286 spett.) |
| Sannitz 40:32 Vauclair 45:30 Lemm 58:25 Marcatori 15:21 Kalinin 17:49 Ovečkin 18:45 57:25 Sušinskij 30:27 Fëdorov |           |                                                                 |        |                              |
| |           |                                                                 |        |                              |
| Sannitz 40:32 Vauclair 45:30 Lemm 58:25                                                                           | Marcatori | 15:21 Kalinin 17:49 Ovečkin 18:45 57:25 Sušinskij 30:27 Fëdorov |        |                              |

| Québec City 12 maggio 2008, ore 19:00 UTC-4                         | Bielorussia | 2 – 3 (d.t.s.) (0-0; 0-1; 2-1) referto | Danimarca | Colisée Pepsi (8.517 spett.) |
| Uharaŭ 55:42 Mjaleška 57:59 Marcatori 23:06 Staal 59:22 62:11 Regin |             |                                        |           |                              |
|                                                                     |             |                                        |           |                              |
| Uharaŭ 55:42 Mjaleška 57:59                                         | Marcatori   | 23:06 Staal 59:22 62:11 Regin          |           |                              |

| Pos. |             | PG | V | VOT | POT | P | GF | GS | DR  | Pt |
| 1.   | Russia      | 5  | 3 | 2   | 0   | 0 | 21 | 13 | +8  | 13 |
| 2.   | Rep. Ceca   | 5  | 2 | 1   | 1   | 1 | 20 | 14 | +6  | 9  |
| 3.   | Svezia      | 5  | 3 | 0   | 0   | 2 | 23 | 16 | +7  | 9  |
| 4.   | Svizzera    | 5  | 3 | 0   | 0   | 2 | 16 | 15 | +1  | 9  |
| 5.   | Bielorussia | 5  | 0 | 0   | 3   | 2 | 13 | 18 | -5  | 3  |
| 6.   | Danimarca   | 5  | 0 | 1   | 0   | 4 | 9  | 26 | -17 | 2  |

### Girone F
| Halifax 8 maggio 2008, ore 16:30 UTC-3        | Canada    | 2 – 1 (1-1; 0-0; 1-0) referto | Norvegia | Halifax Metro Centre (7.380 spett.) |
| Green 09:32 Nash 56:02 Marcatori 33:59 Hansen |           |                               |          |                                     |
|                                               |           |                               |          |                                     |
| Green 09:32 Nash 56:02                        | Marcatori | 33:59 Hansen                  |          |                                     |

| Halifax 8 maggio 2008, ore 20:15 UTC-3 | Stati Uniti | 6 – 4 (3-2; 1-1; 2-1) referto                       | Germania | Halifax Metro Centre (7.352 spett.) |
| Parise 00:25 51:04 O'Sullivan 02:10 Wisniewski 02:52 Pominville 26:52 Brown 58:24 Marcatori 14:03 Hackert 17:52 Schmidt 30:23 Busch 44:55 Bakos |             |                                                     |          |                                     |
| |             |                                                     |          |                                     |
| Parise 00:25 51:04 O'Sullivan 02:10 Wisniewski 02:52 Pominville 26:52 Brown 58:24                                                               | Marcatori   | 14:03 Hackert 17:52 Schmidt 30:23 Busch 44:55 Bakos |          |                                     |

| Halifax 9 maggio 2008, ore 12:30 UTC-3                | Finlandia | 2 – 1 (0-1; 1-0; 1-0) referto | Lettonia | Halifax Metro Centre (7.215 spett.) |
| Pihlström 29:21 Kapanen 50:04 Marcatori 01:27 Dārziņš |           |                               |          |                                     |
|                                                       |           |                               |          |                                     |
| Pihlström 29:21 Kapanen 50:04                         | Marcatori | 01:27 Dārziņš                 |          |                                     |

| Halifax 10 maggio 2008, ore 16:30 UTC-3                                                                                         | Germania  | 1 – 10 (0-4; 0-6; 1-0) referto                                                                          | Canada | Halifax Metro Centre (9.182 spett.) |
| Hördler 48:40 Marcatori 05:14 Spezza 13:35 Heatley 16:05 23:42 28:20 35:30 Staal 19:37 Sharp 32:07 Roy 38:12 Mayers 41:47 Green |           | |        |                                     |
| |           | |        |                                     |
| Hördler 48:40 | Marcatori | 05:14 Spezza 13:35 Heatley 16:05 23:42 28:20 35:30 Staal 19:37 Sharp 32:07 Roy 38:12 Mayers 41:47 Green |        |                                     |

| Halifax 11 maggio 2008, ore 12:30 UTC-3                                         | Norvegia  | 1 – 4 (1-2; 0-1; 0-1) referto                             | Lettonia | Halifax Metro Centre (9.017 spett.) |
| Spets 12:56 Marcatori 11:34 Cipulis 17:22 Vasiļjevs 22:27 Rēdlihs 59:36 Dārziņš |           |                                                           |          |                                     |
|                                                                                 |           |                                                           |          |                                     |
| Spets 12:56                                                                     | Marcatori | 11:34 Cipulis 17:22 Vasiļjevs 22:27 Rēdlihs 59:36 Dārziņš |          |                                     |

| Halifax 11 maggio 2008, ore 16:30 UTC-3                                        | Finlandia | 3 – 2 (0-0; 0-2; 3-0) referto | Stati Uniti | Halifax Metro Centre (8.867 spett.) |
| Koistinen 42:12 Selänne 50:44 Koivu 56:10 Marcatori 21:30 Gilbert 39:15 Kessel |           |                               |             |                                     |
|                                                                                |           |                               |             |                                     |
| Koistinen 42:12 Selänne 50:44 Koivu 56:10                                      | Marcatori | 21:30 Gilbert 39:15 Kessel    |             |                                     |

| Halifax 12 maggio 2008, ore 12:30 UTC-3                                                                              | Stati Uniti | 9 – 1 (3-0; 3-1; 3-0) referto | Norvegia | Halifax Metro Centre (8.490 spett.) |
| Dubinsky 11:12 25:48 51:35 Brown 12:15 42:43 Kane 19:03 Martin 31:19 Parise 32:18 Kessel 45:44 Marcatori 28:08 Trygg |             |                               |          |                                     |
| |             |                               |          |                                     |
| Dubinsky 11:12 25:48 51:35 Brown 12:15 42:43 Kane 19:03 Martin 31:19 Parise 32:18 Kessel 45:44                       | Marcatori   | 28:08 Trygg                   |          |                                     |

| Halifax 12 maggio 2008, ore 16:30 UTC-3                                                                    | Canada    | 6 – 3 (2-1; 2-0; 2-2) referto     | Finlandia | Halifax Metro Centre (9.178 spett.) |
| Getzlaf 00:33 Doan 09:29 41:07 Heatley 30:17 58:02 Sharp 38:12 Marcatori 05:30 48:34 Pihlström 59:37 Ruutu |           |                                   |           |                                     |
| |           |                                   |           |                                     |
| Getzlaf 00:33 Doan 09:29 41:07 Heatley 30:17 58:02 Sharp 38:12                                             | Marcatori | 05:30 48:34 Pihlström 59:37 Ruutu |           |                                     |

| Halifax 12 maggio 2008, ore 20:15 UTC-3                                                                                      | Lettonia  | 3 – 5 (1-1; 2-1; 0-3) referto                                          | Germania | Halifax Metro Centre (8.614 spett.) |
| Vasiļjevs 05:01 Rēdlihs 25:48 Karsums 31:39 Marcatori 18:45 Schmidt 27:23 Wolf 47:51 Schubert 50:40 Seidenberg 52:51 Ullmann |           |                                                                        |          |                                     |
| |           |                                                                        |          |                                     |
| Vasiļjevs 05:01 Rēdlihs 25:48 Karsums 31:39                                                                                  | Marcatori | 18:45 Schmidt 27:23 Wolf 47:51 Schubert 50:40 Seidenberg 52:51 Ullmann |          |                                     |

| Pos. |             | PG | V | VOT | POT | P | GF | GS | DR  | Pt |
| 1.   | Canada      | 5  | 5 | 0   | 0   | 0 | 30 | 9  | +21 | 15 |
| 2.   | Finlandia   | 5  | 3 | 1   | 0   | 1 | 16 | 12 | +4  | 11 |
| 3.   | Stati Uniti | 5  | 3 | 0   | 0   | 2 | 25 | 13 | +12 | 9  |
| 4.   | Norvegia    | 5  | 1 | 0   | 1   | 3 | 8  | 20 | -12 | 4  |
| 5.   | Germania    | 5  | 1 | 0   | 0   | 4 | 13 | 27 | -14 | 3  |
| 6.   | Lettonia    | 5  | 1 | 0   | 0   | 4 | 8  | 19 | -11 | 3  |

## Girone per non retrocedere

### Girone G
Al meglio delle tre partite si incontrano le ultime classificate nei gironi preliminari, in particolare gli accoppiamenti fra i gironi sono A-D e B-C. Le due squadre perdenti vengono retrocesse in Prima Divisione.

#### Serie G1
| Québec City 9 maggio 2008, ore 19:00 UTC-4                                   | Francia   | 3 – 2 (1-1; 1-0; 1-1) referto | Italia | Colisée Pepsi (8.140 spett.) |
| Treille 09:09 Amar 39:30 Bordeleau 51:05 Marcatori 08:00 Pittis 59:52 Helfer |           |                               |        |                              |
|                                                                              |           |                               |        |                              |
| Treille 09:09 Amar 39:30 Bordeleau 51:05                                     | Marcatori | 08:00 Pittis 59:52 Helfer     |        |                              |

| Québec City 10 maggio 2008, ore 20:15 UTC-4 | Italia    | 4 – 6 (1-2; 1-1; 2-3) referto                                                | Francia | Colisée Pepsi (7.649 spett.) |
| Cirone 02:49 Signoretti 26:12 Iannone 44:14 Pittis 56:58 Marcatori 08:13 Amar 14:40 45:12 Treille 24:44 Zwikel 41:17 Desrosiers 51:02 Bordeleau |           |                                                                              |         |                              |
| |           |                                                                              |         |                              |
| Cirone 02:49 Signoretti 26:12 Iannone 44:14 Pittis 56:58                                                                                        | Marcatori | 08:13 Amar 14:40 45:12 Treille 24:44 Zwikel 41:17 Desrosiers 51:02 Bordeleau |         |                              |

#### Serie G2
| Halifax 9 maggio 2008, ore 16:30 UTC-3                                                         | Slovenia  | 1 – 5 (0-1; 1-4; 0-0) referto                                            | Slovacchia | Halifax Metro Centre (8.473 spett.) |
| Robar 33:20 Marcatori 02:58 Petrovický 26:43 Hossa 30:34 Podkonický 35:56 Kollar 36:32 Čiernik |           |                                                                          |            |                                     |
|                                                                                                |           |                                                                          |            |                                     |
| Robar 33:20                                                                                    | Marcatori | 02:58 Petrovický 26:43 Hossa 30:34 Podkonický 35:56 Kollar 36:32 Čiernik |            |                                     |

| Halifax 10 maggio 2008, ore 20:15 UTC-3                                                                                          | Slovacchia     | 3 – 3 (d.t.s.) (1-0; 2-2: 0-1; 0-0) referto     | Slovenia | Halifax Metro Centre (9.156 spett.) |
| Kolník 07:42 Petrovický 31:25 Višňovský 34:02 Marcatori 25:54 Manfreda 38:39 David Rodman 55:05 Kopitar Višňovský Shootout 1 – 0 |                |                                                 |          |                                     |
| |                |                                                 |          |                                     |
| Kolník 07:42 Petrovický 31:25 Višňovský 34:02                                                                                    | Marcatori      | 25:54 Manfreda 38:39 David Rodman 55:05 Kopitar |          |                                     |
| Višňovský | Shootout 1 – 0 |                                                 |          |                                     |

## Fase ad eliminazione diretta
|  | Quarti di finale | Quarti di finale | Quarti di finale |           |        | Semifinali | Semifinali | Semifinali |           |                 | Finale          | Finale          | Finale |  |
|  |                  |                  |                  |           |        |            |            |            |           |                 |                 |                 |        |  |
|  | E2               | Rep. Ceca        | 2                |           |        |            |            |            |           |                 |                 |                 |        |  |
|  | E2               | Rep. Ceca        | 2                |           |        |            |            |            |           |                 |                 |                 |        |  |
|  | E3               | Svezia           | 3                |           |        |            |            |            |           |                 |                 |                 |        |  |
|  | E3               | Svezia           | 3                |           | Svezia | Svezia     | 4          |            |           |                 |                 |                 |        |  |
|  |                  |                  |                  |           | Svezia | Svezia     | 4          |            |           |                 |                 |                 |        |  |
|  |                  |                  | Canada           | Canada    | 5      |            |            |            |           |                 |                 |                 |        |  |
|  | F4               | Norvegia         | Canada           | Canada    | 5      | 2          |            |            |           |                 |                 |                 |        |  |
|  | F4               | Norvegia         |                  |           |        |            |            |            |           |                 |                 |                 |        |  |
|  | F1               | Canada           | 8                |           |        |            |            |            |           |                 |                 |                 |        |  |
|  | F1               | Canada           | 8                |           | Canada | Canada     | 4          |            |           |                 |                 |                 |        |  |
|  |                  |                  |                  |           |        |            |            |            |           |                 |                 |                 |        |  |
|  |                  |                  | Russia           | Russia    | 5      |            |            |            |           |                 |                 |                 |        |  |
|  | E1               | Russia           | Russia           | Russia    | 5      | 6          |            |            |           |                 |                 |                 |        |  |
|  | E1               | Russia           |                  |           |        | 6          |            |            |           |                 |                 |                 |        |  |
|  | E4               | Svizzera         | 0                |           |        |            |            |            |           |                 |                 |                 |        |  |
|  | E4               | Svizzera         | 0                |           | Russia | Russia     | 4          |            |           | Finale 3º posto | Finale 3º posto | Finale 3º posto |        |  |
|  |                  |                  |                  |           | Russia | Russia     | 4          |            |           |                 |                 |                 |        |  |
|  |                  |                  | Finlandia        | Finlandia | 0      |            |            |            |           |                 |                 |                 |        |  |
|  | F3               | Stati Uniti      | Finlandia        | Finlandia | 0      | 2          |            |            | Finlandia | Finlandia       | 4               |                 |        |  |
|  | F3               | Stati Uniti      |                  |           |        |            |            |            | Finlandia | Finlandia       | 4               |                 |        |  |
|  | F2               | Finlandia        | 3                |           |        | Svezia     | Svezia     | 0          |           |                 |                 |                 |        |  |

### Quarti di finale
| Québec City 14 maggio 2008, ore 13:00 UTC-4                                       | Rep. Ceca | 2 – 3 (d.t.s.) (0-0; 1-1; 1-1) referto       | Svezia | Colisée Pepsi (9.787 spett.) |
| Rolinek 30:28 Vrbata 52:19 Marcatori 27:43 Hörnqvist 56:22 Nilson 63:15 Weinhandl |           |                                              |        |                              |
|                                                                                   |           |                                              |        |                              |
| Rolinek 30:28 Vrbata 52:19                                                        | Marcatori | 27:43 Hörnqvist 56:22 Nilson 63:15 Weinhandl |        |                              |

| Halifax 14 maggio 2008, ore 16:30 UTC-3                                                                        | Norvegia  | 2 – 8 (1-2; 1-3; 0-3) referto                                                  | Canada | Halifax Metro Centre (9.192 spett.) |
| Ask 07:51 Olimb 25:32 Marcatori 00:37 Heatley 11:02 Getzlaf 29:57 Toews 34:08 36:50 51:40 Roy 44:10 50:44 Nash |           |                                                                                |        |                                     |
| |           |                                                                                |        |                                     |
| Ask 07:51 Olimb 25:32                                                                                          | Marcatori | 00:37 Heatley 11:02 Getzlaf 29:57 Toews 34:08 36:50 51:40 Roy 44:10 50:44 Nash |        |                                     |

| Québec City 14 maggio 2008, ore 19:15 UTC-4                                            | Russia    | 6 – 0 (3-0; 3-0; 0-0) referto | Svizzera | Colisée Pepsi (12.096 spett.) |
| Sëmin 01:14 Afinogenov 02:18 26:37 Zaripov 06:23 Fëdorov 21:22 Ovečkin 38:07 Marcatori |           |                               |          |                               |
|                                                                                        |           |                               |          |                               |
| Sëmin 01:14 Afinogenov 02:18 26:37 Zaripov 06:23 Fëdorov 21:22 Ovečkin 38:07           | Marcatori |                               |          |                               |

| Halifax 14 maggio 2008, ore 20:15 UTC-3                                       | Stati Uniti | 2 – 3 (d.t.s.) (0-1; 0-1; 2-0) referto  | Finlandia | Halifax Metro Centre (9.176 spett.) |
| Kessel 55:44 Stafford 56:21 Marcatori 10:14 Ruutu 25:45 Niskala 63:59 Lepistö |             |                                         |           |                                     |
|                                                                               |             |                                         |           |                                     |
| Kessel 55:44 Stafford 56:21                                                   | Marcatori   | 10:14 Ruutu 25:45 Niskala 63:59 Lepistö |           |                                     |

### Semifinali
| Québec City 16 maggio 2008, ore 13:00 UTC-4                         | Russia    | 4 – 0 (1-0; 1-0; 2-0) referto | Finlandia | Colisée Pepsi (11.159 spett.) |
| Fëdorov 13:41 Zaripov 23:44 Morozov 52:15 Sušinskij 57:56 Marcatori |           |                               |           |                               |
|                                                                     |           |                               |           |                               |
| Fëdorov 13:41 Zaripov 23:44 Morozov 52:15 Sušinskij 57:56           | Marcatori |                               |           |                               |

| Québec City 16 maggio 2008, ore 17:00 UTC-4                                                                            | Canada    | 5 – 4 (1-1; 4-2; 0-1) referto                | Svezia | Colisée Pepsi (13.026 spett.) |
| Heatley 05:35 Getzlaf 23:58 Mayers 28:31 Nash 32:29 Green 39:53 Marcatori 19:15 31:26 Strålman 22:46 Wallin 54:21 Warg |           |                                              |        |                               |
| |           |                                              |        |                               |
| Heatley 05:35 Getzlaf 23:58 Mayers 28:31 Nash 32:29 Green 39:53                                                        | Marcatori | 19:15 31:26 Strålman 22:46 Wallin 54:21 Warg |        |                               |

### Finale per il 3º posto
| Québec City 17 maggio 2008, ore 15:00 UTC-4               | Finlandia | 4 – 0 (2-0; 0-0; 2-0) referto | Svezia | Colisée Pepsi (12.009 spett.) |
| Pihlström 11:31 42:18 Niskala 13:44 Koivu 57:35 Marcatori |           |                               |        |                               |
|                                                           |           |                               |        |                               |
| Pihlström 11:31 42:18 Niskala 13:44 Koivu 57:35           | Marcatori |                               |        |                               |

### Finale
| Québec City 18 maggio 2008, ore 13:00 UTC-4                                                                     | Canada    | 4 – 5 (d.t.s.) (3-1; 1-1; 0-2) referto                   | Russia | Colisée Pepsi (13.339 spett.) |
| Burns 03:54 14:51 Kunitz 09:17 Heatley 29:56 Marcatori 01:23 21:14 Sëmin 48:55 Tereščenko 54:46 62:42 Koval'čuk |           |                                                          |        |                               |
| |           |                                                          |        |                               |
| Burns 03:54 14:51 Kunitz 09:17 Heatley 29:56                                                                    | Marcatori | 01:23 21:14 Sëmin 48:55 Tereščenko 54:46 62:42 Koval'čuk |        |                               |

## Classifica marcatori
| Giocatore         | PG | G  | A  | Pt | +/- | MP |
| ----------------- | -- | -- | -- | -- | --- | -- |
| Dany Heatley      | 9  | 12 | 8  | 20 | +13 | 4  |
| Ryan Getzlaf      | 9  | 3  | 11 | 14 | +10 | 10 |
| Rick Nash         | 9  | 6  | 7  | 13 | +9  | 6  |
| Aleksandr Sëmin   | 9  | 6  | 7  | 13 | +11 | 8  |
| Mattias Weinhandl | 9  | 5  | 8  | 13 | +9  | 2  |
| Aleksandr Ovečkin | 9  | 6  | 6  | 12 | +11 | 8  |
| Sergej Fëdorov    | 9  | 5  | 7  | 12 | +10 | 8  |
| Mike Green        | 9  | 4  | 8  | 12 | +2  | 2  |
| Phil Kessel       | 7  | 6  | 4  | 10 | +4  | 6  |
| Derek Roy         | 9  | 5  | 5  | 10 | +4  | 6  |

Fonte: IIHF.com

## Classifica portieri
| Giocatore        | Min    | TC  | GS | SO | MGS  | Sv%   |
| ---------------- | ------ | --- | -- | -- | ---- | ----- |
| Robert Esche     | 198:03 | 102 | 7  | 0  | 2.12 | 93.14 |
| Evgenij Nabokov  | 302:42 | 126 | 9  | 2  | 1.78 | 92.86 |
| Pascal Leclaire  | 240:00 | 107 | 8  | 1  | 2.00 | 92.52 |
| Niklas Bäckström | 483:22 | 218 | 17 | 1  | 2.11 | 92.90 |
| Vital' Koval'    | 370:49 | 217 | 19 | 0  | 3.07 | 91.24 |

Fonte: IIHF.com

## Classifica finale
| Pos | Squadra     |
| --- | ----------- |
| 1   | Russia      |
| 2   | Canada      |
| 3   | Finlandia   |
| 4   | Svezia      |
| 5   | Rep. Ceca   |
| 6   | Stati Uniti |
| 7   | Svizzera    |
| 8   | Norvegia    |
| 9   | Bielorussia |
| 10  | Germania    |
| 11  | Lettonia    |
| 12  | Danimarca   |
| 13  | Francia     |
| 14  | Slovacchia  |
| 15  | Slovenia    |
| 16  | Italia      |

| Campioni del mondo di hockey su ghiaccio 2008 |
| Russia 2º titolo                              |

Il piazzamento finale è stabilito dai seguenti criteri:
- Posizioni dal 1º al 4º posto: i risultati della finale e della finale per il 3º posto
- Posizioni dal 5º all'8º posto (squadre perdenti ai quarti di finale): il piazzamento nel girone della seconda fase; in caso di parità, i punti raccolti nel girone della seconda fase; in caso di ulteriore parità, la differenza reti nel girone della seconda fase.
- Posizioni dal 9º al 12º posto (5º e 6º classificati nei gironi della seconda fase): il piazzamento nel girone della seconda fase; in caso di parità, i punti raccolti nel girone della seconda fase; in caso di ulteriore parità, la differenza reti nel girone della seconda fase.
- Posizioni dal 13º al 16º posto (girone per non retrocedere): il piazzamento nelle serie G1 e G2.

| Promosse nel Gruppo A:         | Ungheria | Austria |
| Retrocesse in Prima Divisione: | Slovenia | Italia  |

### Riconoscimenti

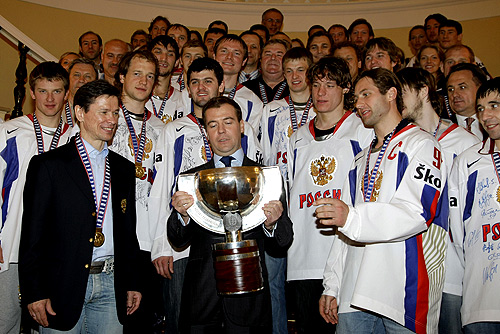
Dmitrij Medvedev che accoglie al Cremlino la nazionale russa vincitrice del mondiale.

Riconoscimenti individuali

| Premio                  | Giocatore       |
| ----------------------- | --------------- |
| Miglior giocatore (MVP) | Dany Heatley    |
| Miglior portiere        | Evgenij Nabokov |
| Miglior difensore       | Brent Burns     |
| Miglior attaccante      | Dany Heatley    |

All-Star Team

| Attacco:  | Dany Heatley – Aleksandr Ovečkin – Rick Nash |
| Difesa:   | Mike Green – Tomáš Kaberle                   |
| Portiere: | Evgenij Nabokov                              |